# Tymianki-Okunie (gromada)
Tymianki-Okunie – dawna gromada, czyli najmniejsza jednostka podziału terytorialnego Polskiej Rzeczypospolitej Ludowej w latach 1954–1972.
Gromady, z gromadzkimi radami narodowymi (GRN) jako organami władzy najniższego stopnia na wsi, funkcjonowały od reformy reorganizującej administrację wiejską przeprowadzonej jesienią 1954 do momentu ich zniesienia z dniem 1 stycznia 1973, tym samym wypierając organizację gminną w latach 1954–1972.
Gromadę Tymianki-Okunie z siedzibą GRN w Tymiankach-Okuniach utworzono – jako jedną z 8759 gromad na obszarze Polski – w powiecie ostrowskim w woj. warszawskim, na mocy uchwały nr VI/10/11/54 WRN w Warszawie z dnia 5 października 1954. W skład jednostki weszły obszary dotychczasowych gromad Tymianki-Adamy, Tymianki-Bucie, Tymianki-Moderki, Tymianki-Okunie i Tymianki-Skóry ze zniesionej gminy Boguty oraz obszar dotychczasowej gromady Kramkowo Lipskie ze zniesionej gminy Nur w tymże powiecie. Dla gromady ustalono 11 członków gromadzkiej rady narodowej.
Gromadę zniesiono 1 stycznia 1958, a jej obszar włączono do gromad: Boguty-Pianki (wsie Tymianki-Adamy, Tymianki-Bucie, Tymianki-Dębosze, Tymianki-Sklarze, Tymianki-Wachnie, Tymianki-Moderki, Tymianki-Okunie, Tymianki-Pachoły, Tymianki-Skóry, Tymianki-Stasie i Tymianki-Synaki) i Nur (wieś Kramkowo Lipskie) w tymże powiecie.